# Congrés de Viena
El congrés de Viena fou una conferència entre ambaixadors de les majors potències d'Europa que va ser presidit per l'estadista austríac Klemens Wenzel von Metternich. Va tenir lloc a Viena (Àustria), de l'1 d'octubre de 1814 al 9 de juny de 1815.
El seu propòsit era redibuixar el mapa polític del continent després de la derrota napoleònica francesa de la primavera prèvia, i intentar controlar i eliminar les revolucions liberals que es pogueren produir mitjançant l'establiment de tot un seguit de monarquies absolutes arreu d'Europa.
Tècnicament, el congrés de Viena mai no es va reunir, ja que el congrés mai no es trobava en sessió plenària, una gran part de les discussions ocorrien en sessions informals entre les grans potències.

## Antecedents
Després del desastre de la Invasió francesa de Rússia en 1812, el Regne Unit, Rússia, Prússia, Suècia, Àustria, i cert nombre d'estats germànics, que havien estat constantment humiliats per Napoleó en diverses guerres al llarg de tota una dècada, van veure finalment una oportunitat de derrotar, i es van unir a la Sisena Coalició que fins llavors consistia en l'aliança entre russos, britànics, espanyols i portuguesos (aquests últims en la Guerra del Francès). Com a resultat d'aquesta guerra Napoleó Bonaparte fou derrocat i confinat a l'illa d'Elba. La reorganització d'Europa després de 25 anys de guerra i revolució va imposar que les quatre grans potències vencedores actuarien com un “govern conjunt europeu” sense compartir les decisions importants amb les potències secundàries, entre les que es trobava Espanya, que va quedar exclosa de les negociacions.
El Tractat de Chaumont van ser una sèrie d'acords signats per separat entre l'Imperi austríac, el Regne de Prussia, l'Imperi rus i el Regne Unit, signats l'1 de març de 1814, tot i que la signatura real va tenir lloc entre el 9 i el 19 de març. El tractat tenia la intenció de dibuixar els poders de la Sisena Coalició cap a una aliança més propera en el cas que França refusés els acords de pau oferts recentment. Cadascun va acordar posar 150.000 soldats en el camp en contra de França, per a garantir, durant vint anys, la pau europea (una vegada aconseguida), contra qualsevol agressió francesa.

## El congrés

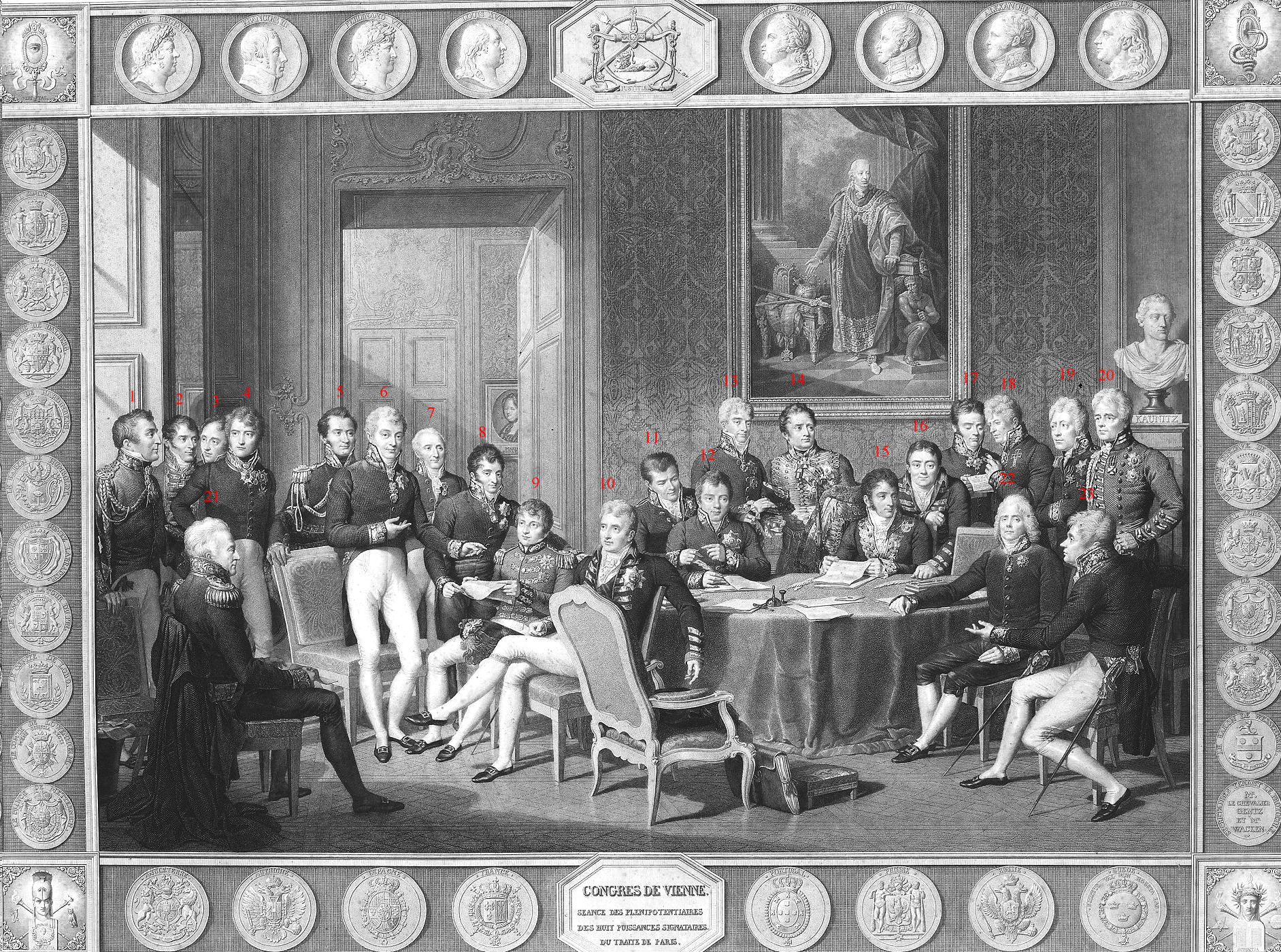
El congrés de Viena, per Jean-Baptiste Isabey, 1819

El congrés es va obrir a Viena l'1 d'octubre de 1814, i els interessos en conflicte dels principals socis negociadors es van intensificar de manera significativa durant el transcurs del congrés. L'oponent més important de Metternich va ser el tsar Alexandre I. L'enviat britànic Castlereagh i el representant de la França derrotada, Talleyrand, que van tenir una influència considerable tant sota l'antic com sota el nou règim francès, també van tenir els papers més importants. Prússia estava representada per Karl August von Hardenberg i Wilhelm von Humboldt i va poder registrar importants guanys terrestres (especialment a Renània i en comparació amb Saxònia) i ampliar la seva posició política.
El Congrés de Viena va elaborar els seus resultats en comissions, una novetat pel que fa a la tecnologia de negociació. Entre altres coses, hi havia un comitè per als alemanys, un per a assumptes europeus, un per a qüestions territorials, un per a la navegació fluvial i un per al tràfic d'esclaus. Mai no hi va haver una assemblea general formal, els resultats normalment s'anotaven en acords bilaterals. L'Acta Final del Congrés només porta les signatures de les vuit principals potències Àustria, Espanya, França, Gran Bretanya, Portugal, Prússia, Rússia i Suècia (en ordre alfabètic en francès). Les disposicions generals (articles 1 a 11) de la Deutsche Bundesakte, la Llei federal alemanya, van quedar incorporades a la Llei del Congrés, i signades per separat pels plenipotenciaris dels estats alemanys.

## Objectius
El Congrés va funcionar sobre la base de cinc principis generals, la liquidació del sistema estatal napoleònic, la reinstauració de les antigues dinasties, restaurar les condicions polítiques i socials prerevolucionàries posant punt final a tots els futurs esforços revolucionaris, moviments liberals i nacionals de l'època. Per assegurar i implementar aquests objectius, les delegacions van confiar en la forta autoritat monàrquica i en la solidaritat internacional dels països.
Un dels objectius del tractat era aïllar França, mitjançant la creació o el reforç dels estats veïns del nord (Regne d'Holanda, que rep els Països Baixos austríacs i el Principat de Lieja, i Luxemburg com unió personal), i de l'est (el Regne de Sardenya-Piemont, que rep Ligúria, l'antiga República de Gènova).

## Negociacions
El 30 de desembre es va produir una situació de força quan el rei de Sardenya va annexionar la República de Gènova, abans de ser-li atribuïda pel congrés (com un ducat autònom).
Malgrat tota la solidaritat de les monarquies semblava que el congrés podia acabar sense resultat pel conflicte d'interessos entre Àustria, Prússia i Rússia per Polònia. El pla d'Alexandre I de Rússia d'establir un regne polonès sota domini rus al territori del ducat de Varsòvia va tenir poca aprovació al principi. Quan el novembre de 1814 la delegació prussiana per instruccions de Frederic Guillem III de Prússia va donar suport sense reserves a la posició russa, es va formar una aliança entre Gran Bretanya i Àustria, a la qual França també es va apropar. A finals de 1814, el reconeixement associat de França com a gran potència, amb la intensificació simultània dels interessos conflictius entre els aliats, va portar a un triomf de les habilitats negociadores de Talleyrand. El conflicte es va desplaçar de Polònia a la qüestió saxona. La continuïtat del Regne de Saxònia com a estat era més que incerta a causa de l'empresonament del rei Frederic August I de Saxònia, a qui els aliats acusaven de col·laborar amb Napoleó. El nadiu de Wettin només va poder influir en les discussions mitjançant intermediaris.
De vegades, fins i tot la guerra entre els antics aliats estava a l'aire, i Prússia ja començava els preparatius militars. El 3 de gener de 1815, Gran Bretanya, Àustria i França van signar un acord secret contra Prússia i Rússia, al qual també es van adherir els Països Baixos, Baviera i Hannover. Això va trencar les esperances prussianes d'adquirir completament el Regne de Saxònia, que havia estat albergat des de Frederic II amb l'oposició del Regne Unit i Àustria; com que Prússia no en va rebre més que una part, se li va compensar amb el Gran Ducat de Posen a Polònia, i amb la ciutat de Thorn (amb previsió de convertir-la en ciutat lliure sota protecció de Prússia i Rússia).
Les desavinences que encara existien sobre temes territorials es van resoldre amb relativa facilitat en diverses reunions de comissió. Les negociacions també van continuar quan Napoleó Bonaparte va tornar de l'exili i va restablir el seu poder a França el març de 1815. L'Acta Final del Congrés es va signar nou dies abans de la derrota final de Napoleó a la batalla de Waterloo.

## Acords

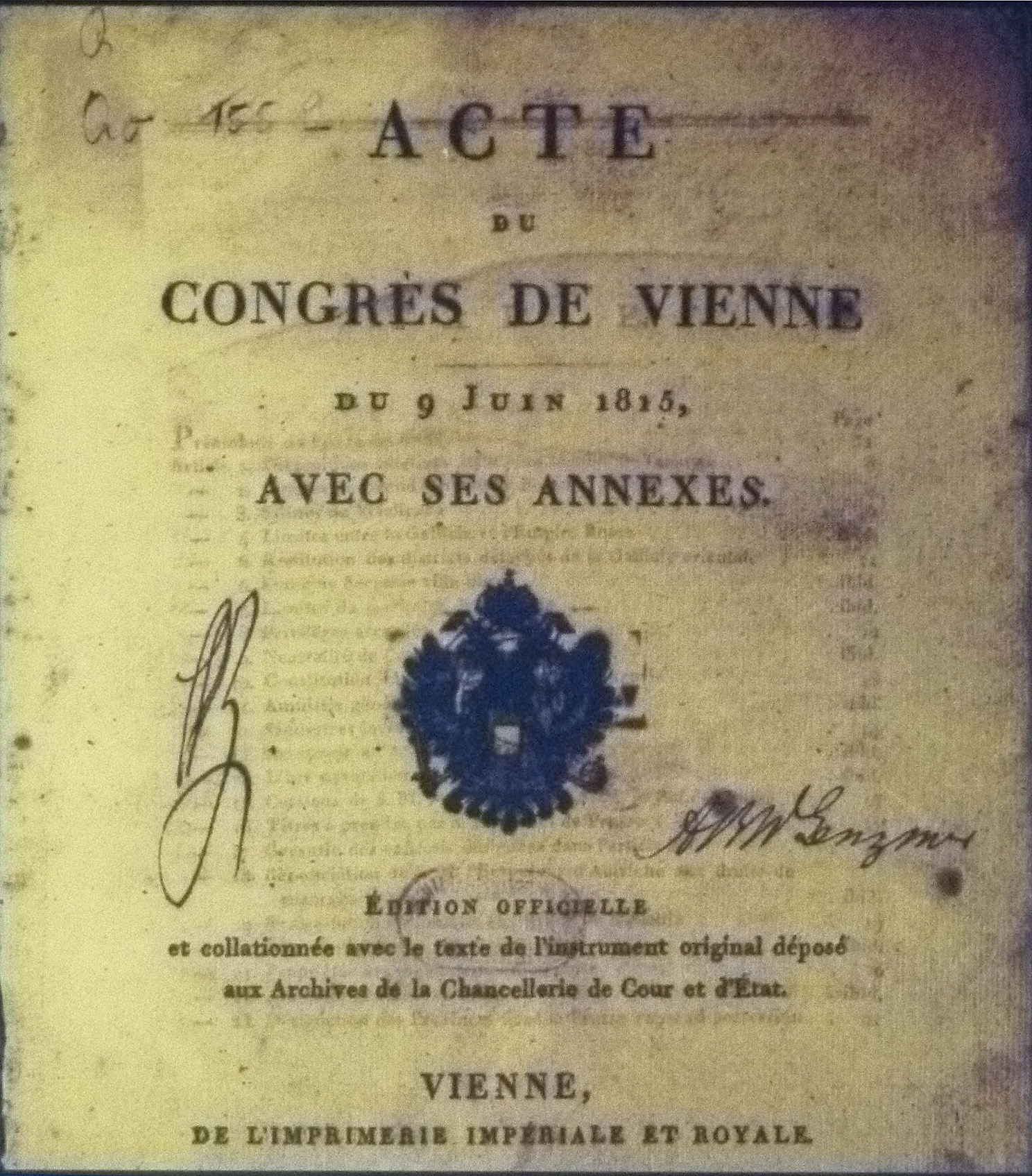
Frontispici de les Actes del congrés de Viena

Mapa polític d'Europa després del Congrés de Viena el 1815.

El tractat va confirmar el control per Anglaterra de nombroses possessions, amb un paper estratègic important d'algunes (per exemple Malta, que controla el passatge entre el Mediterrani occidental i oriental): això li va donar la supremacia marítima fins a la Primera Guerra mundial.
Les discussions continuaven malgrat el retorn de l'exemperador Napoleó I de l'exili i la represa de poder per França el març de 1815. L'acta final del congrés se signava nou dies abans de la seva derrota definitiva a Waterloo, el 9 de juny (durant el Govern dels cent dies de Napoleó Bonaparte) i fou reconeguda per França al novembre, junt amb el tractat de París (1815).
Entre els acords principals figuren la creació de la Confederació Germànica (actes del 8 i 9 de juny), i l'establiment de la nova Confederació Helvètica. L'ampliació dels territoris de Hannover, que eleva el seu rang a regne de Hannover sota el govern del rei anglès (que a més va rebre Frísia oriental, Hildesheim, Lingen, Meppen i alguns altres petits districtes, i va renunciar al Regne de Saxònia a favor del regne de Prússia, que la va permutar amb Dinamarca); la fixació dels límits i títols dels estats alemanys (fins i tot la cessió de Jever a Rússia, que la va cedir a Oldenburg, i l'establiment del comtat independent de Kniphausen sota la dinastia britànica dels Bentick); el reconeixement del Regne Unit dels Països Baixos (que va rebre Luxemburg); la creació del Regne Llombardovènet assignat a Àustria (amb les antigues Províncies Il·líriques, que comprenien Dalmàcia, Eslovènia i Ístria); l'annexió de l'antiga República de Gènova al Regne de Sardenya; la restauració dels principals estats italians, amb el Ducat de Parma assignat a l'exemperadriu dels francesos, Maria Lluïsa d'Àustria, el nou Ducat de Lucca establert dins les fronteres de l'antiga república assignat provisionalment a la Casa de Borbó-Parma, i el Principat de Mònaco independent sota el protectorat del Regne de Sardenya.

### Confederació germànica
La Confederació Germànica, va agrupar a 38 estats sobirans: un imperi (Àustria), cinc regnes (Prússia, Baviera, Hannover, Saxònia i Württemberg), vuit grans ducats, deu principats, deu ducats i quatre ciutats lliures (Frankfurt del Main, Hamburg, Bremen i Lübeck). en una confederació d'estats sobirans sota la presidència de la Casa d'Àustria. per mantenir la seguretat dels múltiples petits estats del desaparegut Sacre Imperi Romanogermànic, segons es determinà en el Tractat de París de 1814, La presidència honorífica corresponia a l'emperador d’Àustria. Hi participaven també el rei d’Holanda, com a duc de Luxemburg, el de Dinamarca, com a duc de Holstein, i el d’Anglaterra com a rei de Hannover. El seu òrgan de govern més important era la dieta de Frankfurt, que disposava d’un exèrcit de 300.000 soldats aportats pels estats integrants.

### Confederació Helvètica
La Confederació Helvètica va haver de renunciar a la Valtellina, Chiavenna i Bormio als Grisons i Mülhausen a Alsàcia però a canvi se li va concedir l'antic bisbat de Basilea, el Fricktal, els senyorius de Rhäzüns i Tarasp i algunes comunitats de la zona de Ginebra, reconeixent les fronteres interiors i exteriors de Suïssa i els seus cantons, així com la filiació del Valais, el Principat de Neuchâtel (Hohenzollern) i Ginebra com a nous cantons. El nord de Savoia va ser neutralitzat i havia de ser ocupat per les tropes suïsses en cas de guerra, però va romandre amb el Regne de Sardenya. El reconeixement de la neutralitat armada permanent i la seva independència de qualsevol influència estrangera per part de les grans potències europees va tenir una influència decisiva en la història posterior de Suïssa fins als nostres dies.

### Regne Unit dels Països Baixos
El Regne Unit dels Països Baixos es formà pels Països Baixos septentrionals, els Països Baixos austríacs La Revolució belga va conduir a la independència de Bèlgica. Un govern provisional es va instituir el 4 d'octubre del mateix any. Després de la instal·lació de Leopold I com a "rei dels belgues" el 1831.

### Convenis annexos
El congrés també va comportar convenis annexos: 
- Pagament d'indemnitzacions
- Ocupacions militars dels aliats
- Reclamacions de governs estrangers o els seus súbdits contra França
- Ratificació dels acords de Chaumont d'1 de març de 1814 i de l'acord de Viena de 25 de març de 1815, contra Napoleó i contra la dinastia Bonaparte

Així, després d'aquest congrés, que té molta relació amb la Santa Aliança, Europa estava dividida i governada per monarques absoluts que reprimiren qualsevol rebel·lió liberal (tot i que no per gaire temps). Aquest període de regressió respecte a la Il·lustració és conegut en els països de parla alemanya com Vormärz, i es considera que finalitza amb la Revolució de 1848.

## Entreteniment
La ciutat, que tenia un quart de milió d'habitants, va arribar a rebre 70.000 estrangers, per als quals Francesc I d'Àustria va designar un Comitè de Festes que va organitzar els entreteniments oficials, que van incloure desfilades militars, partides de caça, sopars, balls, concerts i òperes, incloent l'entrada dels sobirans aliats a Viena al setembre, i a l'octubre, el Festival de la Pau del Prater i el Ball de la Pau ofert per Metternich a la seva vila de Rennwerg que commemoraven la victòria aliada a la batalla de Leipzig, una interpretació de la Simfonia núm. 7 de Ludwig van Beethoven dirigida per ell mateix, i una cerimònia religiosa dedicada el 21 de gener a Lluís XVI de França a la Catedral de Sant Esteve de Viena en l'aniversari de la seva execució.